# Durasandahalli, Malur
Durasandahalli là một làng thuộc tehsil Malur, huyện Kolar, bang Karnataka, Ấn Độ.